# Bongo Bong
Bongo Bong is een single uit 1999 van de zanger Manu Chao. Het nummer is afkomstig van het album Clandestino. 
Tracklist cd-single (EAN 724389600827):
1. Bongo Bong
2. Je ne t'aime plus (featuring Anouk Khelifa-Pascal)
3. Mr Bobby
4. Mentira...
5. Bienvenido a Tijana

Bongo Bong loopt door in het nummer Je ne t'aime plus, waarop de Franse zangeres Anouk Khelifa-Pascal meezingt. Beide songs werden in 2006 gecoverd door Robbie Williams, voor het album Rudebox. Lily Allen neemt daarbij de vrouwelijke zang op Je ne t'aime plus voor haar rekening.
Mr Bobby is enkel op deze single terug te vinden en op geen enkel Manu Chao-album uitgebracht.